# キム・ボム
金汎（キム・ボム、朝: 김범、1989年7月7日 - ）は、韓国の俳優。ソウル特別市出身。STARSHIPエンターテインメント（キングコング by STARSHIP）所属。身長181cm。日本での所属はポニーキャニオン。元グローリープロダクション所属。

## 略歴
2006年、KBSのサバイバル・スターオーディションを契機としてデビュー。
『イブの反乱』でデビューし、『思いっきりハイキック!』などに出演。ドラマ『エデンの東』では、主演のソン・スンホンの子供時代を演じ、百想芸術大賞TV部門で男性新人演技賞にノミネートされた。『花より男子〜Boys Over Flowers』のソ・イジョン（西門総二郎）役にも抜擢された。
その後、2010年1月に放送された『恋愛マニュアル～まだ結婚したい女～』にハ・ミンジェ役で出演。

## 出演

### テレビドラマ
- イブの反乱（2006年、MBC） - チョン・ジュン 役
- 思いっきりハイキック！（2006年11月6日 - 2007年7月13日、MBC） - キム・ボム 役
- エデンの東（2008年、MBC） - イ・ドンチョル 役
- 花より男子〜Boys Over Flowers（2009年1月5日 - 3月31日、KBS） - ソ・イジョン（F4・西門総二郎） 役
- MY Dream（2009年7月27日 - 9月29日、SBS） - イ・ジャンソク 役
- 恋愛マニュアル～まだ結婚したい女（2010年1月20日 - 3月11日、MBC） - ハ・ミンジェ 役
- パダムパダム - 彼と彼女の心拍音（2011年12月5日 - 2012年2月7日、JTBC） - イ・グクス 役
- ハイキック3～短足の逆襲～（2011年9月19日 - 2012年3月29日、MBC） - キム・ボム 役
- その冬、風が吹く（2013年2月13日 - 4月3日、SBS） - パク・ジンソン 役
- 火の女神ジョンイ（2013年7月1日 - 10月22日、MBC） - キム・テド 役
- 微時代之恋（2014年） - クヒ 役 ※中国版『ゴシップガール』
- 身分を隠せ（2015年6月16日 - 8月4日、tvN） - チャ・コヌ 役
- 華麗なる2人－ミセスコップ2－（2016年3月5日 - 5月8日、SBS） - イ・ロジュン 役
- 九尾狐伝（2020年10月7日 - 12月3日、tvN） - イ・ラン 役
- ロースクール（2021年4月14日 - 6月9日、JTBC） - ハン・ジュニ 役
- ゴースト・ドクター（2022年1月3日 - 2月22日、tvN） - コ・スンタク 役
- 九尾狐伝1938（2023年5月6日 - 6月11日、tvN） - イ・ラン 役[2][3]
- ウエディング・インポッシブル 第11話・第12話（2024年4月1日・2日、tvN） - ビン・テファン 役（カメオ出演）

### 映画
- お熱いのが好き （2008年公開）
- ブラッディ・ミッション （2008年公開）
- 飛翔（韓国：2009年12月10日公開、日本：2010年公開）
- ライズ・オブ・シードラゴン 謎の鉄の爪 （2013年公開） ※中国・香港合作映画
- サイコメトリー〜残留思念〜 （2013年公開）
- 重生恋人（2015年公開） ※中国映画
- 朝鮮名探偵 鬼の秘密（2018年公開）

### CM
- クラウンビックパイ（2007年）
- KTF（2008年）
- KTF SHOW （2008年）
- spris（2008年）
- 任天堂WiiマリオカートWii（2009年）
- MAXIM（2009年）
- ハンブル化粧品 イッツスキン（2009年）
- ボンジュク（2009年）
- LGテレコム Teenring（2009年）
- Samsung Anycall（2009年）

### イメージキャラクター
- TI for MEN（2009年）

### イベント
- Japan 1st Fan Meeting「ボム・ボム・ボム!3つのプロローグ」（2008年10月18日）
- 『花より男子〜Boys Over Flowers』日本放送記念イベント（2009年4月16日）
- 『花より男子〜Boys Over Flowers』プレミアムイベント（2009年9月5日・6日） ※6日のみ参加
- Fan Meeting in 大阪（2009年11月8日）
- Kim Bum Winter Dream 2009 <Dinner show>in 名古屋（2009年12月16日）
- Kim Bum Winter Dream 2009 <Dinner show>in 神戸（2009年12月17日）
- Kim Bum Winter Dream 2009 <Fan Meeting>in 北海道（2009年12月18日）
- Kim Bum Winter Dream 2009 <Dinner show>in 東京（2009年12月21日）
- Kim Bum Winter Dream 2009 <Dinner show>in 福岡（2009年12月22日）
- 「カフェベネ」グランドオープニングイベント&ファンサイン会 in モンゴル（2014年10月30日）

### DVD
- はじめまして!キム・ボム ファーストDVD in JAPAN（2009年9月4日）

## 音楽活動

### CD
- 聖夜（イブ）の空 / 今、会いに行きます（2009年11月8日）

### 配信
- 聖夜（イブ）の空 / 今、会いに行きます（2009年11月4日）
  - 着うた・着うたフルレコチョク、dwango.jp, Asia♪mu-mo